# مورگان وودوارد
مورگن وودوارد (انگلیسی: Morgan Woodward؛ زادهٔ ۱۶ سپتامبر ۱۹۲۵ – درگذشته ۲۲ فوریه ۲۰۱۹) یک هنرپیشه اهل ایالات متحده آمریکا بود.
از فیلم‌ها یا برنامه‌های تلویزیونی که وی در آن نقش داشته است می‌توان به لوک خوش دست اشاره کرد.